# Cenodoxus
Cenodoxus (ou parfois Cénodoxe, en français) est la plus célèbre des compositions théâtrales écrites en latin par le jésuite bavarois Jacob Bidermann, au début du XVIIe siècle. Composée par le dramaturge jésuite pour les représentations théâtrales de ses étudiants la pièce reprend et adapte la légende du Docteur Faust. Mise en scène pour la première fois en 1602 au collège d’Augsbourg elle est considérée comme l'une des inspirations du ‘Faust’ de Goethe.  C’est une des compositions dramatiques les plus représentatives du théâtre pédagogique jésuite.

## Histoire
Composée dans le cadre éducatif du collège jésuite d’Augsbourg la pièce Cenodoxus est mise en scène pour la première fois en 1602 et jouée par les élèves des classes terminales du collège.  On connait des ébauches manuscrites du texte antérieures à 1600. La représentation initiale de juillet 1602 est si bien accueillie qu'elle est exécutée une deuxième fois le lendemain. Très accessible à l’entendement du public, bien qu’en langue latine, la pièce a un succès bientôt européen. Des performances sont signalées à Munich et Lucerne en 1609. La pièce a également été jouée avec des résultats comparables à Porrentruy en 1615, à Ingolstadt en 1617, à Paris en 1636, Ypres et Hildesheim en 1654>, Une traduction en langue allemande fut faite en 1635 par Joachim Meichel.

## Intrigue
Docteur parisien, Cénodoxe était un homme d’excellente réputation: il soignait les malades, aidait les pauvres et s'occupait de ceux qui étaient dans le besoin. Aimé et admiré de tous il avait réussi tout ce qu'il s'était proposé de faire. Professeur, savant, médecin, avocat, et philosophe : il excellait dans tous les domaines. Mais, avec l’âge, sa santé décline ce qui alarme ses amis. Malade, ses amis lui rendent visite, mais ils ne peuvent rien faire pour le sauver. Tout ce qu'ils peuvent offrir ce sont de bonnes paroles. Ils souhaitaient lui ressembler et priaient pour lui jour et nuit. Cénodoxe était la personne la plus gentille qu'ils aient jamais rencontrée.
Le prêtre lui rend visite mais le malade n’a pas de péché déjà avoué qu’il n’ait à confesser. Le prêtre part disant qu'il avait fait tout ce qu'il pouvait : «Mais avec l'aide du Seigneur, il peut encore retrouver la santé». Pourtant Cénodoxe meurt et le deuil commence.  
Lorsque le cadavre de Cénodoxe est emmené à la cathédrale et préparé pour les derniers rites il est posé sur la table de pierre. En trois jours, chaque fois que le prêtre prononce son nom «Cénodoxe»  le cadavre sursaute, ouvre la bouche et - bougeant ses lèvres mortes – supplie d'interrompre le service. C'était un mauvais présage et chaque fois le prêtre remettait la cérémonie au lendemain. Et jour après jour une foule plus grande assistait à ce qui se passait.
Le premier jour, le prêtre dit: «Cénodoxe était un homme bon». Il s'écrie: «J'ai été accusé».
Le deuxième jour, le prêtre dit: «Cénodoxe était un homme bon». De nouveau il s'écrie: «J'ai été reconnu coupable». Le troisième jour, le prêtre dit: «Cénodoxe était un homme bon». Il hurle: «Oh, mon Dieu, mon Dieu, mon Dieu, j'ai été condamné à l'enfer éternel».
Les spectateurs sont stupéfaits, car absolument rien de ce que Cénodoxe avait fait ne semblait justifier la damnation. Il n'était pas connu pour avoir juré, triché ou convoiter. Il n'était pas un joueur, mais était en fait si généreux avec ses biens qu'il ne possédait rien à sa mort. Personne n’y comprend rien. 
Saint Bruno, à cette époque chanoine et écolâtre à Reims, était l'un des nombreux amis de Cénodoxe, et comme beaucoup d’autres, se trouvait dans la cathédrale bondée lorsque cette scène tragique se passait. Stupéfait et confus comme les autres il se demandait pourquoi Cénodoxe avait reçu un jugement si sévère : «Si un homme tel que Cénodoxe est perdu, malgré les nombreuses bonnes actions qu'il a faites, comment puis-je être sauvé, moi qui suis beaucoup moins méritant?» Et saint Bruno quitta le monde et laissa société derrière lui pour fonder un Ordre de moines. Il a compris que faire des bonnes actions pour les autres risquait de magnifier l’orgueil et la superbe, une sorte de vaine gloire qui est péché mortel, empêchant l'entrée au Paradis.

## Représentations
Au fil du succès des représentations publiques les costumes, danses et décors devenaient de plus en plus élaborés. La pièce augmentait en complexité. Chacun des sept péchés capitaux, par exemple, était personnifié par un étudiant habillé de manière qu'il puisse être immédiatement reconnu comme tel, et une séquence chorégraphique complexe impliquait les péchés capitaux approchant le corps mourant de Cénodoxe. Certains s’approchaient individuellement, d'autres par paires. Chacun chuchotait à l'oreille du Cénodoxe endormi, pour l'égarer, ou susciter en lui un doute, ou encourager un défaut qu'ils cherchaient à favoriser. Les mouvements étaient chorégraphiques. Les sept péchés capitaux, prenaient la forme de démons dansant sur une scène convertie en chambre à coucher. L’ensemble nécessitait un travail considérable de préparation chorégraphique avec de nombreuses répétitions.